# Такума Нишимура
Такума Нишимура (на японски: 西村 拓真) е японски футболист, играещ като нападател за Вегалта Сандай.

## Кариера
Започва кариерата си в тима на Хокушинецу като юноша, преди да премине в тима на Вегалта Сандай в Джей лигата. През 2015 г. играе в трета дивизия на Япония за младежкия тим на Джей-лигата до 22 години, като за него записва 14 мача и вкарва 1 гол. По това време кара и пробен период в тима на Фортуна (Кьолн). През 2016 г. става част от основия тим на Вегалта, като взема участие в 12 двубоя, но се разписва само веднъж. Следващата година се налага като втори нападател в тима, и макар да вкарва само 2 попадения в шампионата, се отчита със 7 асистенции. Получава и приза за най-добър млад футболист в турнира за Купата на Япония. Сезон 2018 стартира силно за Нишимура, който вкарва 16 попадения в 32 мача във всички турнири и е водещ голмайстор на своя тим. Общо в японското първенство записва 64 двубоя, в които вкарва 14 попадения.
На 31 август 2018 г. нападателят преминава в тима на ПФК ЦСКА (Москва), подписвайки договор за 4 години. Така той става вторият японец, носил екипа на московчани след полузащитника Кейсуке Хонда. Нисимура дебютира за „армейците“ в Главното московско дерби срещу Спартак Москва, заменяйки Яка Бийол в последните минути на срещата. На 2 октомври 2018 г. дебютира в Шампионската лига, влизайки в последните минути на двубоя срещу Реал (Мадрид). Първия си мач като титуляр записва в турнира за Купата на Русия срещу ФК Тюмен, в който ЦСКА отпада след изпълнение на дузпи. Нишимура пропуска своя удар от бялата точка. На 28 октомври 2018 г. се появява в игра в мача с ФК Краснодар, загубен с 1:2. Първия си гол за „армейците“ вкарва на 9 март 2019 г. при победата с 3:0 над Рубин (Казан).
В началото на 2020 г. е даден под наем на португалския Портимоненсе, но там изиграва само 2 мача. След това се завръща под наем в отбора на Вегалта Сандай. В началото на 2021 г. е закупен от Вегалта.

## Стил на игра
По време на престоя си във Вегалта играе като втори нападател, като стилът му е сраняван с този на Карлос Тевес от периода му в Ювентус. Нишимура е добър в позиционирането в нападение и намирането на празни пространства при атаките на отбора. Рядко пробва далечни удари.